# Allocormodes kolbei
Allocormodes kolbei är en insektsart som beskrevs av Van der Weele 1909. Allocormodes kolbei ingår i släktet Allocormodes och familjen fjärilsländor. Inga underarter finns listade i Catalogue of Life.